# Rolf Franksson
Olof Emil Rolf Franksson (ur. 29 sierpnia 1900 w Ockelbo, zm. 14 września 1971) – szwedzki lekkoatleta.

## Kariera
Na Letnich Igrzyskach Olimpijskich 1920 zajął 6. miejsce w konkursie skoku w dal.